# متلازمة نقص الأندروجين الخفيفة

متلازمة نقص الأندروجين الخفيفة  (MAIS) هي حالة تؤدي إلى ضعف بسيط في قدرة الخلية على الاستجابة للأندروجينات.درجة الضعف كافية لإعاقة تكوين الحيوانات المنوية أو تطور الخصائص الجنسية الثانوية عند البلوغ عند الذكور، ولكنها لا تؤثر على تمايز الأعضاء التناسلية أو نموها. لا يتأثر نمو الأعضاء التناسلية والجنسية بشكل كبير بعدم الحساسية للأندروجينات؛ على هذا النحو، يتم تشخيص الإصابة بمتلازمة نقص الأندروجين الخفيفة فقط عند الذكور. النمط الظاهري السريري المرتبط بمتلازمة نقص الأندروجين الخفيفة هو عادة طبيعية للذكور مع عيب خفيف منوي أو انخفاض في الشعر الطرفي الثانوي.
متلازمة نقص الأندروجين الخفيفة هي واحدة من ثلاثة أنواع من متلازمة نقص الأندروجين، والتي تنقسم إلى ثلاث فئات متباينة بدرجة التحصين التناسلي: يشار إلى متلازمة نقص الأندروجين الكاملة (CAIS) عندما تكون الأعضاء التناسلية الخارجية الأنثوية، ويشار إلى متلازمة نقص الأندروجين الخفيفة (MAIS)، عندما تكون الأعضاء التناسلية الخارجية من الذكور نمطياً، ومتلازمة نقص الأندروجين الجزئية (PAIS)، عندما تكون الأعضاء التناسلية الخارجية جزئياً ، ولكن ليست ممرضة بالكامل.